# Pseudomonilicaryon anser
Pseudomonilicaryon anser (Gänsehalstierchen) ist eine Art (Spezies) einzelliger Wimpertierchen aus der Familie Dileptidae, auch bekannt unter den früheren Artbezeichnungen Dileptus anser und Dileptus cygnus. Die Art ist in Süßwasserteichen, stehenden Tümpeln, Moosen und Böden verbreitet.
Fast eineinhalb Jahrhunderte lang wurde die Art in die Gattung Dileptus eingeordnet.
Im Jahr 2012 wurde sie im Rahmen einer Revision der Familie Dileptidae in die Gattung Pseudomonilicaryon eingeordnet, die sich von Dileptus durch die Form ihres Makronukleus unterscheidet: Der Makronukleus von Pseudomonilicaryon ist wie eine Perlenkette angeordnet, während der Makronukleus von Dileptus aus kleinen Knötchen (englisch nodules) besteht, die im Zytoplasma der Zelle verstreut sind.

## Morphologie
|  |

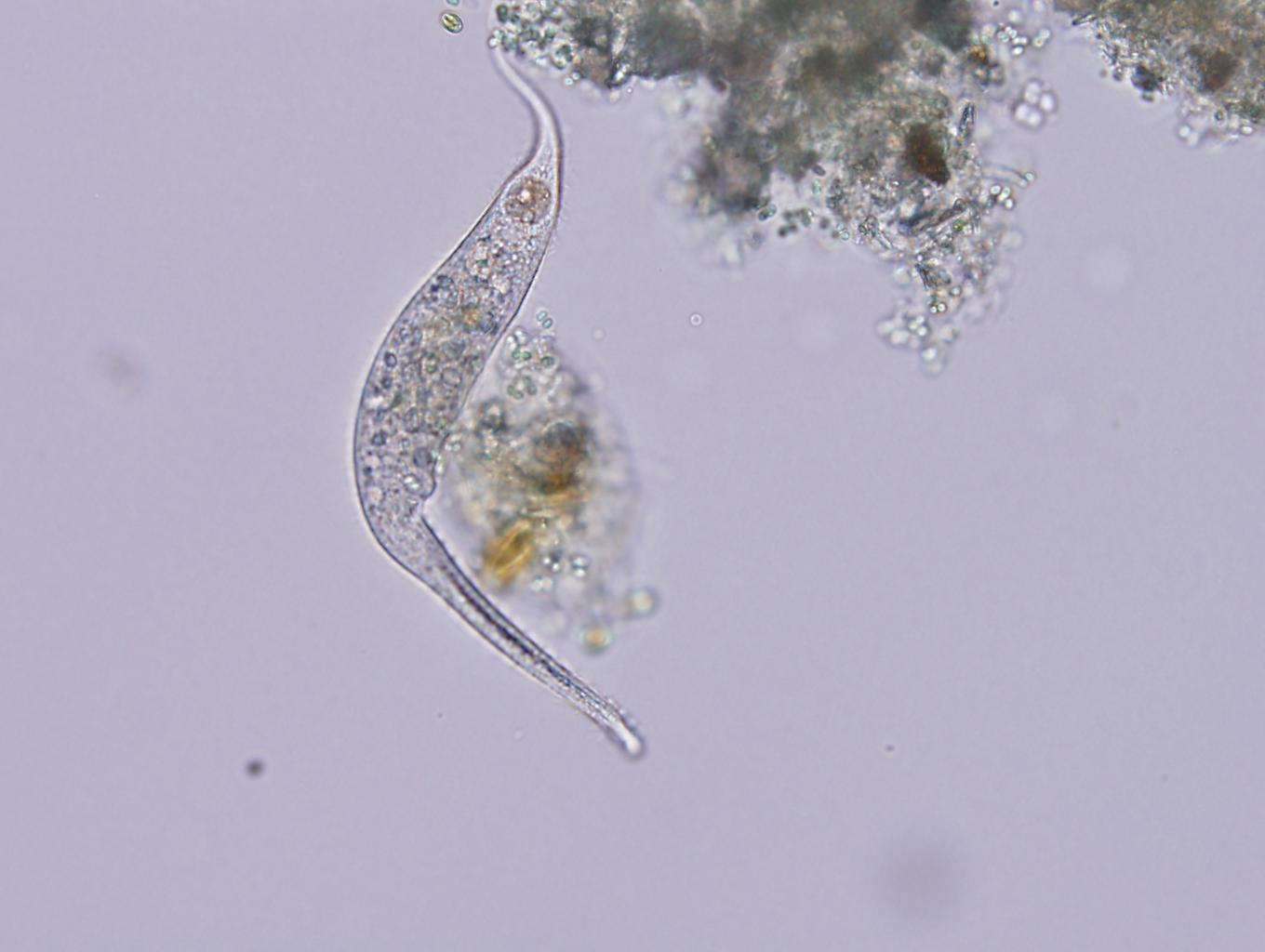
Pseudomonilicaryon anser [Dileptus anser]

Die Zellen von Pseudomonilicaryon anser sind etwa 0,5 mm lang und haben einen schmalen, abgeflachten Körper, der sich am hinteren Ende zu einem deutlichen „Schwanz“ verjüngt. Am vorderen Ende befindet sich ein halsartiger langer, äußerst beweglicher „Rüssel“ (englisch proboscis), der leicht abgeflacht und stark kontraktil ist und der etwa 55 % der Gesamtlänge der Zelle ausmachen kann.
Die Mundöffnung (Zellmund, Zytostom) befindet sich an der Basis dieses Rüssels in einer sichtbaren Verdickung, die als „Mundwulst“ (engl. oral bulge) bezeichnet wird.
Am Schlund (Mundgrube, Cytopharynx) befinden sich lange Trichozysten.
Der Zellkörper ist gleichmäßig bewimpert, entlang der Ventralseite des Rüssels gibt es aber zwei Reihen starker Zilien und drei Reihen Trichozysten.
Der Makronukleus besteht aus 7 bis 25 Knötchen (engl. nodules), die (charakteristisch für die Gattung) wie eine Perlenkette aufgereiht sind.
Entlang der dorsalen Zelloberfläche befindet sich eine Reihe von 15–20 kontraktilen Vakuolen, zwei oder drei können sich auch im Rüssel befinden.

## Habitat and Ernãhrung
Pseudomonilicaryon anser ist im Schlamm und in weichen Sedimenten auf dem Grund von stehenden Teichen und Pfützen zu finden. Der schnelle Räuber (von einem Autor als „sicherlich der König der Protozoen“ bezeichnet) ernährt sich ausschließlich von anderen mikroskopisch kleinen Organismen.
P. anser jagt, indem die Zelle sich am Substrat (mit dem Schwanz) festhält und seinen langen Rüssel gegen den Uhrzeigersinn bewegt. Wenn der Rüssel mit der Beute in Berührung kommt, werden giftige Extrusomen freigesetzt, die den kleineren Beuteorganismus außer Gefecht setzen.
Kleinere Beute wird durch die Bewegung der Flimmerhärchen (Zilien) in den Zellmund gestrudelt, während große Organismen durch „die Windungen des Rüssels“ in Richtung Mundwulst gedrückt werden.

## Systematik

### Geschichte der Klassifizierung
Die Forschung an Pseudomonilicaryon anser hat eine lange und verwirrende Geschichte, die durch eine Reihe von Namensänderungen und Fehlinterpretationen verkompliziert wurde.
Die Art wurde erstmals 1773 von Otto Friedrich Müller unter dem Namen Vibrio anser beschrieben und illustriert.
1838 wurde sie von Christian Gottfried Ehrenberg unter dem Namen Amphileptus anser neu beschrieben.
Im Jahr 1841 stellte Félix Dujardin die Art als Dileptus anser in die neue Gattung Dileptus.
Dieser Klassifizierung lag jedoch ein falsch identifiziertes Exemplar von Dileptus margaritifer (Ehrenberg, 1834) zugrunde, einem Vertreter der Dileptidae ähnlicher Größe,  aber mit kürzerem „Rüssel“ und verstreutem Makronucleus.
Im Jahr 1931 verfestigte Alfred Kahl den Irrtum, indem er D. margaritifer als Synonym von D. anser behandelte.

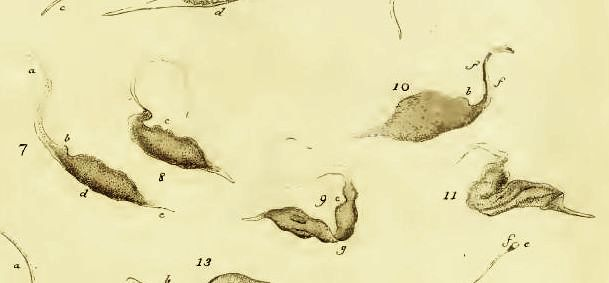
Vibrio anser aus Otto Müller: Animalcula Infusoria (1786)

Dileptus anser wurde in ihrer Identität auch mit der einer anderen langhalsigen Dileptidae-Art verwoben, nãmlich Dileptus cygnus (Claparède & Lach., 1859). Kahl beschrieb und illustrierte Pseudomonilicaryon anser unter diesem Namen, und die meisten Studien über den Organismus haben diese Nomenklatur verwendet.
1984 wurde Dileptus cygnus formell als ein Junior-Synonym von Vibrio anser (Müller, 1773) identifiziert.
Im Jahr 2012 überführten schließlich Peter Vďačný und Wilhelm Foissner Dileptus anser in die Gattung Pseudomonilicaryon Foissner, 1997.

### Artenliste der GattungPseudomonilicaryon
(Stand 26. Dezember 2024)
Gattung Pseudomonilicaryon Foissner 1997(N)
- Pseudomonilicaryon anguillula (Kahl, 1931) Vďačný & Foissner, 2011(N)
- Pseudomonilicaryon angustistoma Foissner et al., 2002(T)
- Pseudomonilicaryon anser (O. F. Müller, 1773) Vďačný & Foissner, 2012 [Dileptus anser (O. F. Müller, 1786),[3] Vibrio anser O. F. Muller, 1786[3]]
- Pseudomonilicaryon brachyproboscis Vďačný & Foissner 2010(N)
- Pseudomonilicaryon fraterculum Vďačný & Foissner, 2011(N) [Pseudomonilicaryon sp. PPV-2011(N)]
- Pseudomonilicaryon gracileᵀ (Kahl, 1931) Foissner, 1997(T) (Typusart)(T)
- Pseudomonilicaryon japonicum Foissner et al., 2002(T)

(N) – Taxonomie des National Center for Biotechnology Information (NCBI)
(T) – The Taxonomicon